# ATP da Sardenha
O ATP da Sardenha – ou Sardegna Open, atualmente – foi um torneio de tênis profissional masculino, de nível ATP 250.
Realizado em Cagliari, no oeste da Itália, estreou em 2020 e durou duas edições. Os jogos eram disputados em quadras de saibro durante o mês de abril.

## Finais

### Simples
| Ano  | Campeão        | Vice-campeão     | Resultado      |
| ---- | -------------- | ---------------- | -------------- |
| 2021 | Lorenzo Sonego | Laslo Djere      | 2–6, 7–65, 6–4 |
| 2020 | Laslo Djere    | Marco Cecchinato | 7–63, 7–5      |

### Duplas
| Ano  | Campeões                        | Vice-campeões                     | Resultado |
| ---- | ------------------------------- | --------------------------------- | --------- |
| 2021 | Lorenzo Sonego Andrea Vavassori | Simone Bolelli Andrés Molteni     | 6–3, 6–4  |
| 2020 | Marcus Daniell Philipp Oswald   | Juan Sebastián Cabal Robert Farah | 6–3, 6–4  |